# Eidoloscopi
L'eidoloscopi és una càmera creada per William Kennedy-Laurie Dickson, la familia d’inventors Woodville Latham i els seus fills Otway i Gray, rebent a més l’ajuda d’Eugene Augustin Lauste. Va ser presentada públicament per primera vegada l'abril de 1895 que feia les funcions conjuntes de filmar i projectar. Emetia successions d'imatges sense intermitències en una paret o pantalla, la qual cosa permetia que fossin vistes al mateix temps per una gran quantitat de públic, a diferència del que passava amb anteriors sistemes de projecció d'imatges.
La màquina va ser creada per Woodville Latham aparentment amb l'ajuda de Dickson en el seu disseny i oferint coneixements tècnics.
L'eidoloscopi també va ser un precursor dels formats de projecció de pantalla ampla.

## Història
Woodville Latham i els seus fills, Otway i Gray, es van convertir en apassionats precursors de la idea d'exhibir combats de boxa íntegres davant una concurrència nombrosa. Per aconseguir el seu objectiu, els Latham es van associar amb William Kennedy-Laurie Dickson, inventor anglès i assistent d'Edison des de 1891 (que estava insatisfet de la seva col·laboració amb el “Bruixot de Menlo Park”); i Eugène Lauste, un francès, íntim amic de Dickson, que també havia treballat amb Edison.
A finals de 1894 van formar The Lambda Company, que es donaria a conèixer pel seu revolucionari aparell, l'eidoloscopi: una càmera que feia les funcions conjuntes de filmar i projectar. Emetia successions d'imatges sense intermitències en una paret o pantalla, el que permetia que fossin vistes al mateix temps per una quantitat gran de públic, a diferència del que ocorria amb anteriors sistemes de projecció d'imatges. Per evitar-se problemes legals, els Latham van doblegar l'amplària de la cinta d'Edison a 70 mil·límetres. Tot i això, les projeccions resultaven ser molt fosques i amb poca definició.
El 26 de febrer de 1895 els Latham van rodar a la Ciutat de Mèxic per primera vegada un film amb l'eidoloscopi. Aquest film va rebre el nom de Bullfight i tenia una durada de més de deu minuts. Això es va vendre com a "imatge contínua" (continuous picture en anglès)
L'eidoloscopi va ser mostrat a membres de la premsa el 21 d'abril de 1895 i es va obrir al públic el 20 de maig a Broadway.
Tot i això, l'eidoloscopi no podia realitzar panoràmiques ni inclinar-se en el seu trípode.
Tot i que els Latham només tenien un sol projector durant l'any 1895, el van anar exhibint a diferents llocs emprats per a espectacles de pel·lícules durant els pròxims 10 anys.
Primer de tot, l'eidoloscopi era exhibit a una botiga de Broadway. Seguidament, es va portar a un teatre a Park Row. L'agost del 1895, la companyia va presentar films durant una setmana al teatre olímpic de Chicago. Després, l'eidoloscopi es va portar per tres setmanes al Dime museum del carrer de Kohl i Middleton Clark. Poc després, es va exhibir a la Cotton States Exposition a Atlanta.
Malgrat tots aquests esforços, l'eidoloscopi va resultar ser un fracàs tècnic i comercial. Els Lathams es van anar quedant sense diners i la seva companyia (The Lambda Company) havia aconseguit un deute considerable. Potser, com a intent per salvar l'empresa, els Lathams van vendre els drets d'exhibició (junta amb nous projectors) a diversos territoris.
Aquest intent no va salvar a The Lambda Company però al gener o febrer, l'empresa es va reorganitzar com The Eidoloscope Company, la qual va absorbir The Lambda Company i gran part dels seus deutes. L'eidoloscopi però, estava a punt d'enfrontar-se a competidors amb projectors tècnicament superiors.

## Primera Producció
La primera producció de The Lambda Company utilitzant l'eidoloscopi va ser el combat que van disputar el 4 de maig de 1895 en el Madison Square Garden de Nova York el boxador australià Albert Griffiths, millor conegut com a “Young Griffo”, i “Battling” Charles Barnett. En ell, tots dos pugilistes van sostenir un nodrit intercanvi de cops, però la trobada va finalitzar en un empat.
La baralla va tenir quatre assalts d'un minut i mig de durada. Entre els rounds hi havia mig minut de descans. Els vuit minuts de l'acció van ser rodats sense interrupció. Abans només es podia filmar d'una tirada una mica més de 40 metres de pel·lícula, però Eugène Lauste i W.K.L Dickson van afegir una presilla a la càmera, la qual formava un bucle en la pel·lícula amb el qual s'alliberava la tensió just abans que passés a la finestra de l'obturador i després que sortís d'ella, de manera que el mecanisme intermitent impedís impressionar directament la pel·lícula encara no exposada. L'invent, autoria dels Latham, es va estrenar amb èxit durant el combat i va ser conegut com la “presilla Latham”. Amb això es va aconseguir que la capacitat per al rodatge continuat només estigués limitada per la quantitat de pel·lícula que es podia emmagatzemar en la bobina de la càmera filmadora.
Els Latham van obrir una petita sala d'exhibicions en el número 156 de Broadway, a la ciutat de Nova York. Allà, el 20 de maig de 1895, van estrenar sobre una gran pantalla blanca "Boxing Contest between Young Griffo and Charley Barnet", sent aquesta la primera pel·lícula de la història del cinema que es va projectar davant una concurrència que havia pagat per entrar.
La publicitat del film anunciava que aquest podia veure's cada dia, amb intervals de 15 minuts entre cada exhibició, i que durant la projecció els assistents podien romandre còmodament asseguts.
Més endavant, l’any 1896, es va estrenar Carmen, (una dramatització escènica de la novel·la de Prosper Mérimée protagonitzada per Rosabel Morrison). en què es va integrar una pel·lícula de 15 minuts d'una correguda de bous a l'últim acte utilitzant l'Eidoloscopi. La producció va ser probablement el primer híbrid d'escenari i pantalla als EUA.

## Funcionament
L'eidoloscopi funciona gràcies al mateix principi que el zoopraxiscopi de Muybridge. Per tant, es basa en la persistència retinal (o persistència visual), una propietat del sistema visual humà. La teoria de la persistència retiniana explica que el procés perceptual del cervell i la retina de l'ull humà conserva una imatge durant un fracció de temps breu. Aquesta teoria és l'explicació de l'il·lusió de moviment que es produeix quan una sèrie d'imatges es mostren en una successió ràpida i constant, en lloc de percebre cada imatge individual de la sèrie.
Per tal que això funcioni, el projector ha de tenir un obturador, una peça fonamental que coordina el pas d'un fotograma a un altre amb la llum, ocultant la unió entre un i altre, creant així l'efecte del moviment en la pantalla.

## Relació d'aspecte de l'eidoloscopi
La relació d'aspecte d'imatge proporcionada per un eidoloscopi, tenint en compte que la proporció del seu ample a la seva alçada va expressada en forma de x: 1, és de 2,33: 1. En canvi, per exemple, la relació d'aspecte proporcionada per un cinetoscopi és de 1,33: 1.